# Längtan till Italien

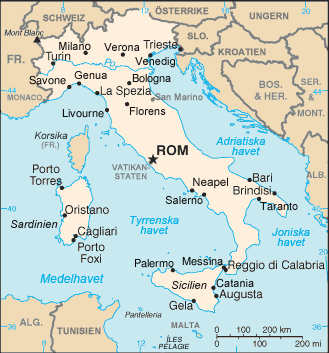
Italien. Hit längtas det.

Längtan till Italien är en visa som finns med i Fridas andra bok, som utkom efter att Birger Sjöberg avlidit 1929.

## Inspelningar
Daniel Hertzman spelade in sången på skiva, och gav ut den i december 1930 som B-sida till singeln "Frida i vårstädningen". Martin Best spelade 1980 in sången på engelska med text av Tom Fletcher som "Longing for Italy", på albumet When First I Ever Saw You.